# Saint-Mars-d'Égrenne
Saint-Mars-d'Égrenne är en kommun i departementet Orne i regionen Normandie i nordvästra Frankrike. Kommunen ligger i kantonen Passais som tillhör arrondissementet Alençon. År 2022 hade Saint-Mars-d'Égrenne 640 invånare.

## Befolkningsutveckling
Antalet invånare i kommunen Saint-Mars-d'Égrenne
| Referens: INSEE |